# 소권 (영화)
소권(點止功夫　簡單: Half A Loaf Of Kung Fu!)은 중국에서 제작된 진지화 감독의 1978년 영화이다. 성룡 등이 주연으로 출연하였고 진지화 등이 제작에 참여하였다.

## 출연

### 주연
- 성룡

### 조연
- 전준

## 제작진
- 연출: 진지화
- 무술연출: 성룡